# Kirchengebote
Kirchengebote sind bestimmte Anweisungen der katholischen Kirche, die für die Gläubigen bindend sind.

## Geschichte
Die Kirchengebote sind im Frühmittelalter aus der katechetischen und Beichtliteratur entstanden und sind an Zahl, Inhalt und Reihenfolge zum Teil sehr unterschiedlich. Antoninus von Florenz zählt 1439 zehn Kirchengebote, im angelsächsischen Bereich (England, Vereinigte Staaten) kennt man ab dem 19. Jahrhundert (Baltimore Catechism 1885–1960) sechs Kirchengebote, ebenso die französischen Katechismen von Fleury und Pouget.
Petrus Canisius nennt in seinem weit verbreiteten Katechismus (1555) fünf Kirchengebote ebenso der spanische Kirchenrechtler Martin Aspilcueta 1586.
Der Katechismus der katholischen Kirche nennt in der Fassung von 1997 unter Nr. 2042–2043 fünf Kirchengebote:
1. Du sollst an Sonn- und gebotenen Feiertagen der heiligen Messe andächtig beiwohnen („Sonntagspflicht“)
2. Du sollst deine Sünden jährlich wenigstens einmal beichten
3. Du sollst wenigstens zur österlichen Zeit sowie in Todesgefahr die heilige Kommunion empfangen
4. Du sollst die gebotenen Fasttage halten
5. Du sollst der Kirche in ihren materiellen Erfordernissen beistehen

Die erste Ausgabe des KKK von 1993 hatte die gebotenen Feiertage als viertes Kirchengebot genannt und außerdem, ohne es als weiteres Kirchengebot aufzählen, ergänzt, die Gläubigen seien verpflichtet, „ihren Möglichkeiten entsprechend zu den materiellen Bedürfnissen der Kirche beizutragen“. Die überarbeitete lateinische Fassung von 1997 rechnet die Vorschrift, die gebotenen Feiertage zu halten, zum ersten Kirchengebot hinzu, das dann lautet: „Du sollst am Tag des Herrn und den übrigen gebotenen Feiertagen die Messe hören und dich knechtlicher Arbeit enthalten“. Dieser Zählweise folgt auch das 2005 erschienene Kompendium des Katechismus.
Das Gotteslob (Nr. 67 alt, Nr. 29,7 neu) fasst das zweite und dritte Kirchengebot zusammen und fügt die Unterstützung der Kirche als fünftes Kirchengebot an.